# Saliena
Saliena är en ort i Lettland.   Den ligger i kommunen Daugavpils novads, i den sydöstra delen av landet, 210 km sydost om huvudstaden Riga. Saliena ligger 150 meter över havet och antalet invånare är 302.
Terrängen runt Saliena är platt. Runt Saliena är det glesbefolkat, med 16 invånare per kvadratkilometer. Närmaste större samhälle är Krāslava, 19,8 km öster om Saliena. I omgivningarna runt Saliena växer i huvudsak blandskog.